# Nunataki Shatry
Nunataki Shatry är en nunatak i Antarktis. Den ligger i Östantarktis. Australien gör anspråk på området. Toppen på Nunataki Shatry är 30 meter över havet.
Terrängen runt Nunataki Shatry är huvudsakligen platt. Trakten är obefolkad. Det finns inga samhällen i närheten.